# Booty Call
Booty Call (von englisch booty „Hintern“/„Beute“ und call „Anruf“) ist eine aus dem Amerikanischen stammende Phrase und bezeichnet die wiederholte (telefonische) Kontaktaufnahme und Verabredung zum Gelegenheitssex (casual sex).

## Bedeutung
Zwischen den Partnern kommt es zum Zweck der Anbahnung von Geschlechtsverkehr oder anderen sexuellen Beschäftigungen zur wiederholten Kontaktaufnahme über verschiedene Kommunikationsmedien wie Telefon, E-Mail oder Instant-Messaging-Dienste (englisch to give sb a booty call). Der Booty Call kann von beiden Sexualpartnern dazu genutzt werden, die Qualitäten des Partners für eine Langzeitbeziehung zu evaluieren. In einer 2009 veröffentlichten Studie unter amerikanischen Heranwachsenden gaben 64 Prozent der Teilnehmer an, Erfahrungen mit „booty calls“ gemacht zu haben. Die Kontaktaufnahme erfolgt gewöhnlich meist unter Alkoholeinfluss oder auch durch Einsamkeit in den späteren Abendstunden.

## Geschichte
Als Erfinder des Begriffs gilt der amerikanische Stand-up-Comedian Bill Bellamy, der Anfang 1992 in der HBO-Serie Def Comedy Jam darüber scherzte, dass Frauen um zwei Uhr nachts von einem Mann nicht angerufen würden, um ein Gespräch zu führen, sondern es sich vielmehr um einen „booty call“ handelt. 1997 kam die amerikanische Filmkomödie Booty Call – One-Night-Stand mit Hindernissen von Regisseur Jeff Pollack in die Kinos.